# Mesilla (Nuevo México)
Mesilla es un pueblo ubicado en el condado de Doña Ana, Nuevo México, Estados Unidos. Tiene una población estimada, a mediados de 2021, de 1796 habitantes.
Es parte del área metropolitana de Las Cruces. 

## Geografía
La localidad está ubicada en las coordenadas 32°16′10″N 106°48′33″O / 32.26944, -106.80917 (32.269307, -106.809108). Según la Oficina del Censo de los Estados Unidos, tiene una superficie total de 14.71 km², correspondientes en su totalidad a tierra firme.

## Demografía
Según el censo de 2020, en ese momento había 1797 personas residiendo en la localidad. La densidad de población era de 122.16 hab./km². El 53.42% de los habitantes eran blancos, el 1.17% eran afroamericanos, el 1.34% eran amerindios, el 0.39% eran asiáticos, el 0.11% eran isleños del Pacífico, el 14.13% eran de otras razas y el 29.44% eran de una mezcla de razas. Del total de la población, el 51.31% eran hispanos o latinos de cualquier raza.